# Bührer (tracteur)
Pour les articles homonymes, voir Bührer.

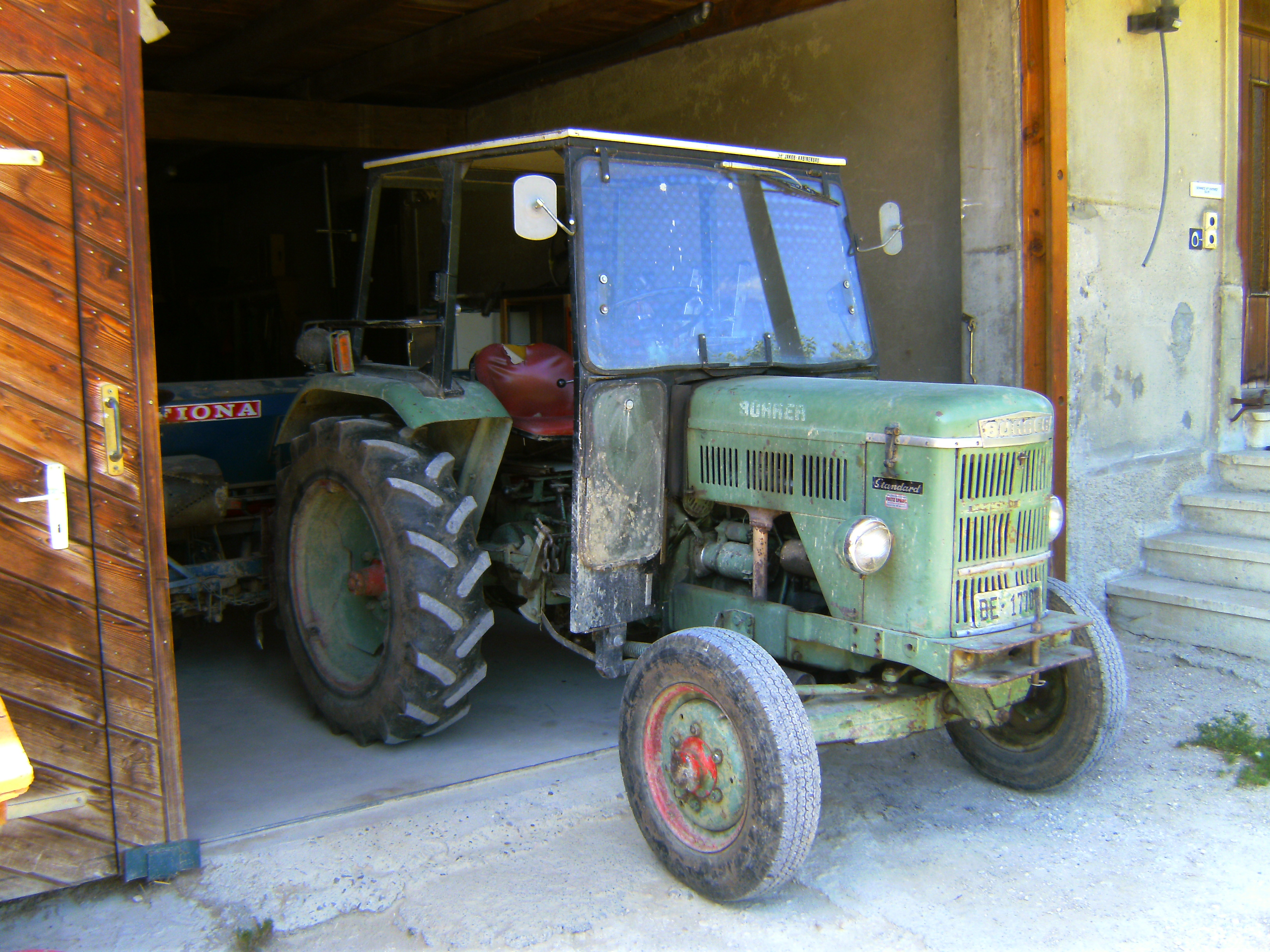
Modèle "standard" de la marque Bührer

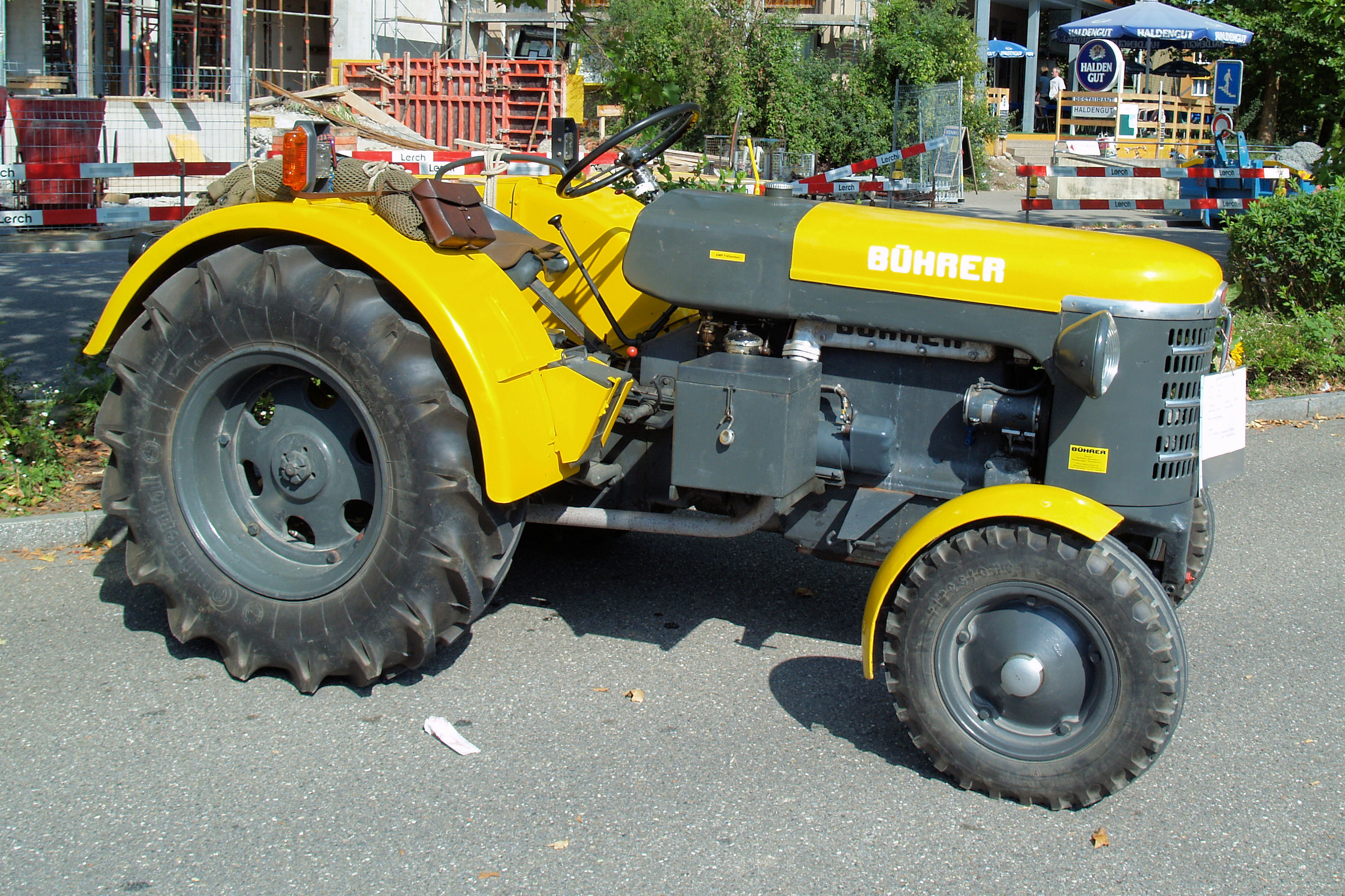
DD4 de 1953 de l'armée suisse

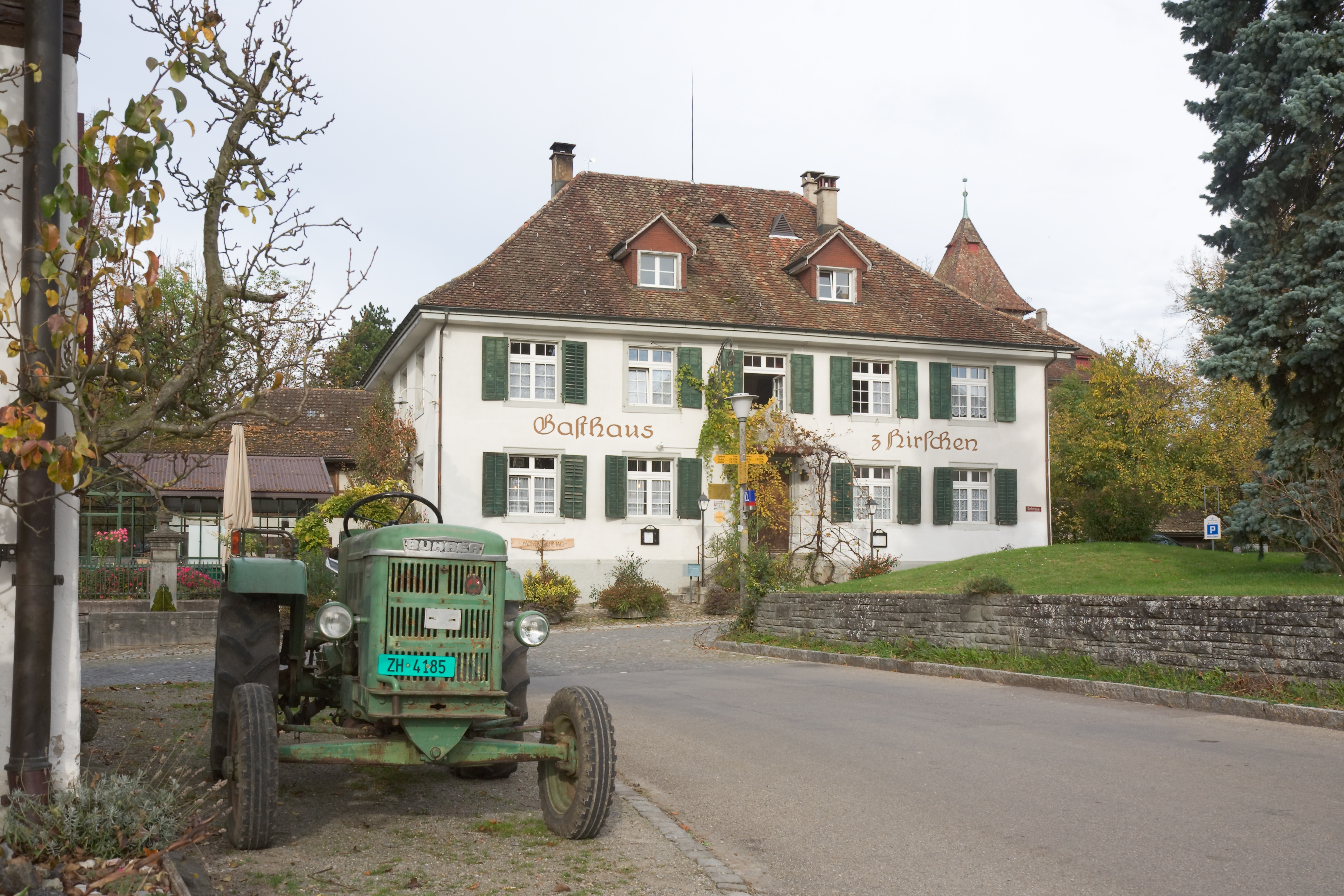
Tracteur Bührer à Kyburg

Bührer est fabricant et une marque de tracteurs suisse fondé en 1927 dont le siège est à Hinwil.

## Historique
Elle a été fondée par Fritz Bührer.
Fritz Bührer décède en 1974. L'entreprise est reprise en 1979 par la famille Mägerle qui la dirige encore.
Cette marque connu une popularité supplémentaire en 2013 lorsque son modèle Bührer 6135 A fut choisi par Giants Software comme modèle initial pour les joueurs de Farming Simulator 2013.

## Clients
Le BD 4 Trak 4x2 a servi dans l'armée suisse à 45 exemplaires de 1948 à 1992.
Le Bührer Super DD 4 Trak 4x2 a servi dans l'armée suisse à 30 exemplaires de 1952 à 1992 dans l'infanterie, le génie, la DCA, la protection aérienne et les troupes sanitaires.